# UGSF
UGSF（United Galaxy Space Force,銀河連邦宇宙軍）は、ナムコ（現バンダイナムコエンターテインメント）のゲーム内に共通して登場する架空の軍隊であり、これが登場する一連のゲームを指すシリーズ名である。

## 歴史
初出は1984年『ギャプラス』で出てきた「銀河連合軍」である。続く1985年の『スターラスター』で「銀河連邦軍」となり、ギャプラス続編となる1988年『ギャラガ'88』では「銀河連邦軍」。1990年の国際花と緑の博覧会に出展されたアトラクション『ギャラクシアン3』で「銀河連邦防衛軍」。1991年の『スターブレード』で「UGSF（「銀河連邦宇宙軍」の英訳）」。1992年の『ギャラクシアン3』アミューズメント施設版では「銀河連邦宇宙軍」と変遷していき、当初は同一世界観の続編でありながら表記揺れが多く見られた。
しかしこれに続く1994年の『サイバーコマンド』では「UGSF」の呼称が採用され、それ以降も1999年の『スターイクシオン』『ミスタードリラー』、2001年の『スターブレードOperation Blue Planet』、2002年の『スタートリゴン』、2004年の『ニュースペースオーダー』、2005年の『NAMCO x CAPCOM』、2006年の『バウンティハウンズ』、2007年の『ニュースペースオーダー -Link of Life-』『みずいろブラッド』と、相次いで「UGSF」が使われていき、最終的にUGSFという呼称で安定した。
そして2011年9月には、これらUGSF関連作品を整理し年表化したサイト「UGSFシリーズ公式サイト」（#外部リンク参照）が公開され、UGSFシリーズとしてオフィシャル化した。
なお現在最新のUGSFシリーズは、2025年7月にリリースされた『Shadow Labyrinth』となる。
2019年現在、エースコンバットシリーズの『エースコンバット04 シャッタードスカイ』から『エースコンバット7 スカイズ・アンノウン』までの作品の世界（ストレンジリアル）はUGSFシリーズと繋がりがある『エースコンバット3 エレクトロスフィア』と同じ時間軸と世界にあることが4Gamer.netの2019年1月26日付けの特集記事やエースコンバット7公式サイトページ下部の年表で明言されている。

## 特徴
マーベル・コミックやDCコミックスが得意とするシェアードワールド的手法や、スターシステム的手法をゲーム世界観で用いるという特徴を持つ。前者の手法は『スターイクシオン』『ミスタードリラー』『バウンティハウンズ』『ニュースペースオーダー』で用いられ、後者の手法は『NAMCO x CAPCOM』で用いられた。
また正式にUGSFシリーズとなると「UGSFシリーズ公式サイト」にある年表にシリーズ内設定年号とタイトルが記載されるという特徴もある。直近では『Shadow Labyrinth』『ネビュラスレイ』『ギャラガレギオンズ』が追加されている。しかし『リッジレーサー5』、『リッジレーサー6』、『リッジレーサー7』のように、この年表に掲載されていなくてもUGSFシリーズと同じ世界観を共有するタイトルもある。

## UGSF関連作品
ギャラクシアン
『ギャプラス』と同じ世界観を共有するシリーズの作品である。ゲームタイトルである「ギャラクシアン」とはプレイヤー側の勢力の自称である。地球人が宇宙へと飛び出して自称を銀河人類（ギャラクシアン）へと変えたという設定は、本シリーズでも共通のものとして使われている。
ギャラガ
『ギャプラス』と同じ世界観を共有するシリーズの作品である。人類の敵として、本シリーズでもいくつかの作品で出現している。
ギャラガレギオンズ
人類の敵ギャラガが襲来し、プレイヤーは自機「ブロウニードル」とサブユニット「サテリテ」でこれを撃退するという作品である。ギャラガのリメイク作品となっているが、ゲーム内容はギャラガを倒すシューティングゲームという点のみ共通で別物に近く、ストーリーもギャラガとは別になっている。
ボスコニアン
『スターラスター』と世界観を共有する。
ギャラクシアン3、ギャラクシアン3 THE RISING OF GOURB、ギャラクシアン3 Attack of the ZOLGEAR
UGSFの名が前面に出ている作品。
スターラスター
UGSFの呼称が確定される前に作られた作品。本作品では「銀河連邦軍」「連邦宇宙軍」と呼ばれる。ボスコニアン戦争後の世界であり、プレイヤーは主人公ダン・ハイニック少尉としてスターラスターガイアに乗り込み、バッツーラと呼ばれる敵と戦う。
スターイクシオン
『スターラスター』の続編。UGSF特殊部隊「チームガイア」の主人公ロイ・ハイニック（『スターラスター』の主人公ダン・ハイニック少尉の子孫）として、UGSFと様々な宇宙種族が戦う内容となっている。作品中の搭乗機には『ギャラクシアン』『ギャラガ』『ギャプラス』『ボスコニアン』の機体が登場する。
スターブレード
『ギャラクシアン3』と世界観を共有する。もともとは『ギャラクシアン3』シングルプレイ用ゲームが基となっている。UGSF特殊部隊「チームスターブレード」の一員として、特殊戦闘航宙機FX-01ジオソードに乗りこみ帝国と戦う。
スターブレードOperation Blue Planet
『スターブレード』の続編。球面投影型筐体O.R.B.S.向けの試作ゲームとして作られた。『スターブレード』登場機FX-01の後継機ジオキャリバーに乗り込み、『ギャラクシアン3』で登場した敵、UIMSの新たな集団と戦う。
サイバーコマンド
UGSF特殊部隊「サイバーコマンド」の一員として、戦闘ビークルに乗りこみ人工知能コンピューターに支配されたコロニー「ウラヌス」解放のため突入する。
サイバースレッド
『サイバーコマンド』の前作であり、世界観を共有している。
ACE COMBAT 3 electrosphere、ACE COMBAT Advance
多国籍企業の台頭によって、国家という枠が意味をなさなくなった2040年の未来世界。主人公Nemoとなり、世界の変革を巡る戦いに巻き込まれてゆく。本作品で登場する架空の企業 ゼネラルリソース社（General Resource LTD）、ニューコム社（neucom inc.）は、UGSFシリーズの様々な作品中（『ニュースペースオーダー』『バウンティハウンズ』『スターブレードOperation Blue Planet』『リッジレーサー5』『リッジレーサー6』『リッジレーサー7』『しんぐんデストロ〜イ!』など）で兵器や技術を供給する企業として登場する。
New Space Order
UGSFの名が前面に出ている作品。本作品の中の一国家である民主連邦（United Galaxy）が、『スターイクシオン』と『ACE COMBAT 3 electrosphere』の設定が用いられている。さらに『ゼビウス』（ゼビ語が登場）、『テイルズ オブ エターニア』（メルニクス語を使う国家「神聖宗教国」が登場）、『スターブレード』（作中登場機の設定の一部）、『スターブレードOperation Blue Planet』（作中搭乗機がジオキャリバー後継機）、『ギャラクシアン3|ギャラクシアン3』（作中登場機がドラグーンの名前を冠した後継機であり、敵ユニットにゾルギアが登場）、『スターラスター』（設定の一部に登場）と、様々な作品との関連性が強く、現在のところ最も大きなUGSF作品世界を形作っている。
ネビュラスレイ
銀河連邦構成国家の一つ、アウストラル7星系内での紛争を描いたシューティングゲーム。本作品に登場する敵戦艦「ライヒス・ケーニヒ」は、New Space Orderのプレイヤー使用可能国家のひとつ軍事帝國のユニット「放浪艦」へと繋がる。
バウンティ ハウンズ
UGSF作品の設定が多数投入された作品で、主人公マキシミリアン・ウェブとなり、様々な惑星の汚れ仕事を引き受けながら、ゼネラルリソース社とニューコム社の二社の大きな陰謀の渦に巻き込まれていく。登場する敵キャラクターには『ギャラクシアン3』の敵キャラクターであるゾルギアと戦うシーンなどが登場する。
ミスタードリラー、ディグダグシリーズ、バラデューク
主人公ホリ・ススムとなり、地底で起きた様々な事件を解決する。ホリ・ススムの母であるトビ・マスヨはUGSF空間騎兵でありTAKKY（本名不詳）とともに『バラデューク』の主人公として登場する。また父であるホリ・タイゾウは『ディグダグ』の主人公である。
爆突機銃艇
『バラデューク』に登場したTAKKY（本名不詳）が主人公となり、今度はHOMMY（本名不詳）とともに、再びオクティ族の殲滅に乗り出す。
スタートリゴン
『ミスタードリラー』と世界観を共有する。UGSF関連組織のスペースレスキュー所属であるホシ・ワタルとビッグバン・宙太を操り、宇宙人の救出を行う。
NAMCO x CAPCOM
『ミスタードリラー』『バラデューク』『爆突機銃艇』に登場するトビ・マスヨがUGSF空間騎兵として登場する。また相棒として『バーニングフォース』に登場する天現寺ひろみもUGSF所属の新人空間騎兵として登場し、後に正式にシリーズに正史として組み込まれた。また、『ミスタードリラー』のホリ・タイゾウもバラデュークへの突破口を開いた人物として描かれている。
ただし、クロスオーバーの性質上、ゲーム内における原作間の時系列は公式サイトの年表と一致しない。
みずいろブラッド
かわいらしいギャグタッチで描かれたロボットのようなキャラクターは、実はUGSFの宿敵である機械生命体UIMSであり、舞台となっている地球はUIMSによって侵略され人類（ギャラクシアン）が外宇宙に脱出した後の地球である。主人公である「みずいろちゃん」の「おかあさん」がゾルギアの知り合いであったことが公式ブログで公開されている。また「ジオソードなんとか」や「ドラグーンなんとか」と戦闘をしたことも記述されている。さらに、UIMSのその後や『ギャラクシアン3』での設定を活かしたストーリー展開がされている。ゲーム本編では、『ギャラクシアン』のグリーンエイリアンや『スターラスター』のディスラプターとの戦闘になるが、これは敵戦力を模倣、あるいは鹵獲したUGSFとの戦いである。ゲームではこれらを撃退してハッピーエンドとなるが、公式ブログで書かれた後日談では、主人公たちUIMSはUGSFによって全滅させられる結末となっている。現時点で唯一のバンダイレーベルUGSF作品であり、UGSF内ではこれら銀河系内UIMS駆逐作戦は「オペレーション・ドレッドノート」として記載されている（西暦2618〜2623年）。
Shadow Labyrinth
New Space Order後、ある惑星においてPUCKと名乗る黄色い玉型ロボットと、主人公の旅を描く。公開されたプロモーション映像ではゼビ語やボスコニアン、『ディグダグ』のプーカァの姿を見ることができる。（西暦3333年）
サンダーセプター
プレイヤー機が航走する「ハイパーウェイ」の設定が、『ニュースペースオーダー』で使われている「スターライン」の未来となっている。現時点では歴代UGSF作品中、最も未来にある。（西暦7650年）
しんぐんデストロ〜イ!
UGSFの名が前面に出ている作品。プレイヤーは司令官となり、召喚された美少女軍団を率いて惑星オリウスの怪獣を駆除する。ナビゲートキャラクターの「R.U.T.Y.（ラティー）」は、銀河連邦のルートユニット・イエロー（『スターラスター』に登場するイエロー・キーの末裔）であり、ゲーム中の背景デザインやオープニングにもUGSFのロゴが登場する。また「宇宙怪虫ギャラガ（『ギャラガ』より）」「宇宙超虫ギャプラス（『ギャプラスより』）」「ぶきみ生命体オクティ（『バラデューク』より）」「侵略鉄球ウイムズ（『ギャラクシアン3』）」「地底火炎怪獣ファイガ（『ディグダグ』より）」などUGSFシリーズ作品からの敵が多く登場する（西暦2810年）。
リッジレーサーV、リッジレーサー6、リッジレーサー7
『V』『6』ではコース上に『エースコンバット3 エレクトロスフィア』に登場するゼネラルリソース社やその製品の看板が登場する。また『7』のニトロシステムは供給元がゼネラルリソース社であり、他のUGSFシリーズ作品と世界観を共有しているが、今のところUGSF公式サイトには掲載されていない。
電音部
設定内で登場する「NEUCOM社」と「GR社」が、エースコンバット3の同名企業の設定と部分的に一致。該当作品で登場するNEUCOM社はライブエンターテイメントでのAI分野に進出している。GR社は経営の一環でフリースクールも運営しており、同学園にはGR社が開発したクローン体が通っている。

## 主な装備

### 宇宙戦闘艦
UGSFシリーズで使われた宇宙用の大型戦闘艦。用途別に戦艦から空母といった様々な艦種がある。
サラトガ級
戦艦
『ギャラクシアン3 THE RISING OF GOURB』で登場。UGSFの主力戦艦。艦首に主砲を備える。全長900m。
ハーキュリーズ級
重巡洋艦
『ギャラクシアン3 THE RISING OF GOURB』で登場。UGSFの戦闘艦のひとつ。後の『ギャラクシアン3 Attack of the ZOLGEAR』で登場するクロノスの原型となった艦とされている。全長850m。
コンステレーション級
巡洋艦
『ギャラクシアン3 THE RISING OF GOURB』で登場。UGSFの戦闘艦のひとつ。サラトガ級をひと回り小さくした形状をしている艦。全長700m。
ダイダロス
戦略級戦闘用航宙母艦
『ギャラクシアン3 Attack of the ZOLGEAR』で登場。巨大宇宙生物ゾルギアを駆逐するため、航宙艇ドラグーンJ2を惑星エクシア近傍の中域までワープ搬送した。大きさは全長3000m、全幅不明とされる。
クロノス
戦略級宇宙戦闘艦
『ギャラクシアン3 Attack of the ZOLGEAR』で登場。UGSFの主力戦艦。ダイダロスおよびドラグーン発進直後の護衛のため、衛星ゾルから惑星エクシアへと侵攻しつつあった巨大宇宙生物ゾルギアを止めるためにエクシア周辺中域でゾルギアと戦闘を行ったが、2隻のうち1隻がゾルギアの体当たりを受け撃沈した。全長850m。
ドマス級
レーザー砲艦
『ギャラクシアン3 Attack of the ZOLGEAR』で登場。UGSFの戦闘艦のひとつ。艦首に3門のレーザー砲を持つ砲艦。

ホーク級・ヴァルチャー級・イーグル級
打撃艦
『NewSpaceOrder』で登場。2門の長距離荷電粒子砲を持つ第一世代型打撃艦で、ゲーム中では便宜上戦艦と呼称される。第2世代型はゼネラルリソース製のグリフォン級、ファルコン級、ニューコム製のボレアリス＃1級が、第3世代ではニューコム製のボレアリス＃2級が登場する。

イーグレット級・シュライク級・マーリン級・ケストレル級・サンドバイパー級・アルバトロス級
航宙機母艦
『NewSpaceOrder』で登場。航宙機によるアウトレンジ戦闘に特化されており、ジオキャリバーII（ニューコム製、ゼネラル製）、ジオセイバーの運用を担う。

### 航宙艇・航宙機
UGSFで使用される小〜中型の戦闘機型宇宙戦闘機を指す。近年はUGSFシリーズ公式サイト上にあるブログにおいて「〜スタイル」と呼ばれる分類がされつつある。現行で判明しているのは、ガンナードーム・スタイル、フレーム・スタイル、ヴァリアブル・スタイル、ソード・スタイル、ファイター・スタイルの5種となっている。本項では上記5種の分類での表記と、未分類のガイア系、ブラスター系、その他系を併記する。
ガンナードーム・スタイル系航宙艇
ドラグーン
『ギャラクシアン3 Project Dragoon』で登場。プレイヤーの自機だが操縦はできず、ガンナーの一人となって戦う。対UIMS用兵器開発計画「ドラグーンプロジェクト」により開発された重戦闘航宙艇。艦長1名、操縦士1名、通信士1名、電子戦オペレーター1名、ガンナー28名、計32人乗り。全長55.27m、全幅34.66m、静止質量455t。
ドラグーンR
『ギャラクシアン3 THE RISING OF GOURB』で登場。プレイヤーの自機だが操縦はできず、ガンナーの一人となって戦う。対ガーブ戦で活躍した重戦闘航宙艇。ドラグーンを原型として機首部とエンジン部の改修が行われている機体。ところどころにドラグーンJ2へとつながるデザインも見える。全長58m、全幅35m、静止質量410t。
ドラグーン・イージー
UGSFシリーズ公式サイトで登場。ゲーム未出。設定画のみ。独特な長い機首を持つ航宙艇。
ドラグーンD
UGSFシリーズ公式サイトで登場。ゲーム未出。設定画のみ。ガンナードームとは別に連装砲台が2基搭載されている。
ドラグーンJ1
『ギャラクシアン3 公式設定資料集』で登場。ゲーム未出。設定画のみ。ドラグーンRをベースとして改良を加えた機体。UGSFには採用はされなかった。
ドラグーンJ2(PROTO TYPE)
『ギャラクシアン3 公式設定資料集』で登場。ゲーム未出。設定画のみ。ドラグーンJ1からさらに進化させ、かなりJ2に形状が近づいた。こちらも正式採用はされていない。
ドラグーンJ2
『ギャラクシアン3 Attack of the ZOLGEAR』で登場。プレイヤーの自機だが操縦はできず、ガンナーの一人となって戦う。UGSF特殊部隊であるSAT(Special Attack Team)が運用する重戦闘航宙艇。全長88m、全幅72.5m、静止質量728t。小型軽量化のためワープエンジンは搭載されておらず、母艦であるダイダロスに搭載されて現場付近まで運搬される。母艦のワープ中に発進準備を整え、完了次第艦外にアームで固定された状態をキープし、母艦のワープアウトと同時にアームが解除され発進する。
ドラグーンJ2 単座モデル
『スターイクシオン』で登場。プレイヤーの自機。退役したドラグーンJ2を独立戦略遊撃部隊「チームガイア」向けにパイロット一人で扱えるように改造した機体。ワープエンジンも追加されている。全周囲砲台は取り払われており、真正面しか攻撃できない。
ドラグーンK
UGSFシリーズ公式サイトで登場。ゲーム未出。設定画のみ。やや小ぶりのドラグーン。
ドラグーンM
UGSFシリーズ公式サイトで登場。ゲーム未出。設定画のみ。ドラグーンRのデザインに近い機体。
ドラグーンI-DS
『ニュースペースオーダー』『ニュースペースオーダー -Link of Life-』、UGSFシリーズ公式サイトで登場。対UIMS用ではなく純粋な軍事用ドラグーンとされている。ニュースペースオーダーでは空母の艦載機として登場し、公式サイトでは設定画が出ている。バリエーションとして、I-DS2、I-DS3があるとされる。
ドラグーンI-IS
『ニュースペースオーダー』、UGSFシリーズ公式サイトで登場。ドラグーンI-DSの原型機であり、こちらは逆に対UIMS用となっている。ニュースペースオーダーでは文字設定のみ、公式サイトでは設定画が出ている。
フレーム・スタイル系航宙機
ジオフレームα
『ニュースペースオーダー』『ニュースペースオーダー -Link of Life-』の設定で登場。民主連邦が使う超巨大戦艦「決戦艦」を護衛する航宙機。フレームは骨格（frame）を意味し「四肢がある航宙機」を指す。α、α5、α7、α19、α32のみが設定中に登場する。
ジオフレームβ
『ニュースペースオーダー -Link of Life-』の設定で登場。β、β2のみが設定で登場する。ニュースペースオーダーの時代では、それぞれ艦艇撃沈容積で2位  3,900,000,000,000 Cubic tonと、3位 2,700,000,000,000 Cubic tonを誇る。
ヴァリアブル・スタイル系航宙機
『ニュースペースオーダー Link of Life』のメカニックス内で設定のみが登場する。該当機種は不明。
ソード・スタイル系航宙機
FX-01
『スターブレード』で登場。プレイヤーの自機。「ジオソード」の名前で呼ばれることが多いが、それは本機を運用していた小隊の名前であって「FX-01」が正式名称。全長21.3m、全幅13.8m、静止質量45.7t。
S-90B ジオソード
『スターイクシオン』で登場。プレイヤーの自機。オペレーション・スターブレードで使われた航宙機FX-01が定義したソード・スタイルを踏襲した航宙機。FX-01に似ているが別の機体。全長も18m弱とFX-01よりも小型。ジオソードの名前はオペレーション・スターブレードで活躍したジオソード小隊から取られている。
ジオキャリバー
『スターブレード OPERATION BLUE PLANET』で登場。プレイヤーの自機。ジオソード後継を思わせるフォルムに4門レーザーを装備する。コンバットシステムが『ACE COMBAT3』に登場するゼネラルリソース社製。
S-114C ジオキャリバー2GR
『ニュースペースオーダー』で登場。プレイヤーが操作する艦艇ユニットに搭載された航宙機。「GR」はゼネラルリソース製であることを指す。外観はジオキャリバーと酷似している。
S-113D ジオキャリバー2Nu
『ニュースペースオーダー』で登場。プレイヤーが操作する艦艇ユニットに搭載された航宙機。「Nu」はニューコム製であることを指す。同じ名前だが外観は全くの別物。
S-117C ジオセイバー
『ニュースペースオーダー -Link of Life-』の設定で登場。ジオキャリバー2の後継機とされる。S-117Cとは別にS-118Bもあるとされる。
ジオスピア
『ニュースペースオーダー -Link of Life-』の設定で登場。ドラグーンLDSαとも呼ばれる。パイロットはアダム・バーカート少尉。
ジオブレードα(Nu)
『ニュースペースオーダー -Link of Life-』の設定で登場。ニュースペースオーダーの時代では艦艇撃沈容積での最高記録 4,500,000,000,000 Cubic tonを誇る。
ファイター・スタイル系航宙機
GFX-001a ギャラクシップ
『ギャラクシアン』で登場。プレイヤーの自機。強力な単装レーザーを機体正面に装備した航宙機。宇宙昆虫軍団「ギャラガ」との戦いにおいて活躍した機体。
GF-02 ギャラクシップ
『スターイクシオン』で登場。プレイヤーの自機。強力な単装レーザーを機体正面に装備した航宙機。電子的制御より機械的制御に重きを置いた設計であり、ジャミングや機体のダメージへの安定性が高い。
GFX-D002a ファイター
『ギャラガ』、UGSFシリーズ公式サイトで登場。プレイヤーの自機。武装はハイプレッシャー・パーティクルキャノンを一門搭載する。「コンバインド・システム」による2機連結状態「デュアル・ファイター・モード」となることで、攻撃力が倍となる「デュアル・シンクロナス攻撃」を可能とした航宙機。UGSFシリーズ公式サイトによると型番末尾「a」から始まる8種の中の一つとされる。
GFX-D002b ファイター
『ギャラガ』、UGSFシリーズ公式サイト、株式会社ウェーブのガレージキットで登場。プレイヤーの自機。武装はハイプレッシャー・パーティクルキャノンを一門搭載する。「コンバインド・システム」による2機連結状態「デュアル・ファイター・モード」となることで、攻撃力が倍となる「デュアル・シンクロナス攻撃」を可能とした航宙機。GFX-D002aと同様、外形違いの8機種の中の1種である。なおガレージキットのデザインは横山宏が行った。
GFX-D002c ファイター
『ギャラガ』、UGSFシリーズ公式サイト、バンダイナムコエンターテインメント YouTubeチャンネルで登場。プレイヤーの自機。武装はハイプレッシャー・パーティクルキャノンを一門搭載する。「コンバインド・システム」による2機連結状態「デュアル・ファイター・モード」となることで、攻撃力が倍となる「デュアル・シンクロナス攻撃」を可能とした航宙機。GFX-D002aやGFX-D002bと同様、外形違いの8機種の中の1種である。「Galaga（ギャラガ） 30周年記念ムービー」の動画に登場する機体。
GF-17 オウガヘッダー
『ギャプラス』『スターイクシオン』で登場。プレイヤーの自機。専用の外部戦闘ユニット「ブラスターヘッド」を交換することによって、様々な機能を付加できるようにした航宙機。ギャプラス軍団との戦闘で投入された。
ブレスト・ファイター
『ギャラガ'88』で登場。プレイヤーの自機。デュアル・ファイター・モードを上回る、3機合体による「トリプル・ファイター・モード」を搭載している。
GF-X タイクーン
『スターイクシオン』で登場。プレイヤーの自機。未完成の試作機。一人乗りの単座の戦闘機ではあるものの、ドラグーンJ2並の重戦闘艇と呼ぶべき規模の機体である。『スターブレード OPERATION BLUE PLANET』で、敵であるUIMS側にも本機と同じコードネームがついた機体があるが関連性は不明。
ガイア系航宙機
G.A.I.A.（ガイア）
『スターラスター』で登場。プレイヤーの自機となる高機動航宙機。「Galaxy Absolute defense line Interception Armament」 の略称。わずか5mの機体に準ビッグバンパワーを発揮できる「クェーサードライブ」を搭載し、さらに航宙機として初めてフォトントーピドー（光子魚雷）を搭載した。全長5.3m、静止質量13.3t、出力1.13×13^13;キロワット、推力1.88×10^9kg。
SL-01 G.A.I.A.Σ（ガイアシグマ）
『スターイクシオン』で登場。プレイヤーの自機。G.A.I.A.直系となる後継機。
ブラスター系航宙機
ブラスター
『ボスコニアン』で登場。プレイヤーの自機。旋廻性能を重視した航宙機。前後へ攻撃する能力を持つ。
GF-09 スパルタカス
『スターイクシオン』で登場。プレイヤーの自機。ブラスターのリファインモデル。
ブラスターFR
『ブラストオフ』で登場。プレイヤーの自機。攻撃範囲を4種類持ち、それを切り替える能力を持つ。
ブラスターMk-2・フェニックス
『ファイナルブラスター』で登場。プレイヤーの自機。強力な威力を持つ「フェニックスブラスター」を搭載している。
その他系航宙機
サンダーセプター
『サンダーセプター』で登場。プレイヤーの自機。ハイパーウェイ専用航宙機。
アレス
『ギャラクシアン3 Attack of the ZOLGEAR』で登場。量産型の航宙機。航宙艇ドラグーンJ2を支援するため4機からなる部隊「ホーク チーム」が投入された。機首に3連レーザーバルカンと機体後部に小型ミサイル64発を搭載する。
カットラス
『ギャラクシアン3 THE RISING OF GOURB』で登場。量産型の航宙機。航宙艇ドラグーンRを支援するため複数機が投入された。装備は不明。

### 戦車
UGSFで使用される小型機動兵器を指す。移動方法は二足歩行、多脚、ホバー走行とさまざまなものがある。また活躍する舞台も民間、軍用、宇宙に地上と幅広い。
民間用ビークル
『サイバースレッド』で登場。武装と特殊な改造をおこなったビークル。プレイヤーの自機として6機体登場する。闇のバトルゲームに持ち込まれ、死のゲームが行われた。

軍用ビークル
『サイバーコマンド』で登場。UGSFの特殊作戦部隊のビークル。プレイヤーの自機として6機体登場する。反乱を起こしたコロニー「ウラヌス」の鎮圧のため突入作戦を敢行した。

『ニュースペースオーダー』で登場。設定のみ。地上部隊の機動兵器としてや、戦艦の甲板上で使われる移動砲台として登場。なお、ニュースペースオーダーでは一貫して「ヴィークル」と呼ばれる。
『しんぐんデストロ〜イ！』で「ヴィークル」として登場。V5/AT3"KUSANAGI"、XV5/X3"MURAKUMO"、XV5/X3b"MURAKUMO Type-b"の三種が使用できる。

### 基地・要塞
キリングムーン
『ギャラクシアン3 Project Dragoon』に登場。航宙艇ドラグーンの発進、帰還する基地として使われた。
ギムレッツホワイト
『ギャラクシアン3 THE RISING OF GOURB』に登場。航宙艇ドラグーンRと、護衛の航宙機カットラスの発進、帰還する基地として使われた。
ウラヌス型コロニー
『サイバーコマンド』『スターイクシオン』に登場。サイバーコマンドの時は人類初のアイランド3型コロニーであったが、後にスターイクシオンの時に工場専用に改造したものが再登場している。
ボスコベース
『ボスコニアン』『スターラスター』『ギャラガ'88』『ミスタードリラー』『スターイクシオン』に登場。球状のブロックをチューブで六角形につなげた特徴的な外観を持つ。ボスコニアンの前線基地であったが、ボスコニアン戦終了後UGSFが接収。スターラスターではUGSFの補給基地として使われた。

### その他
サインダック
『バーニングフォース』に登場するプレイヤーの自機。主人公のひろみが在籍する地球大学宇宙学部トップスペース専科の卒業試験に用いられるエアバイク。
実戦形式の試験となるため各種武装が搭載されている他、機体換装で飛行ユニットと組み合わせることで空中および宇宙空間を自在に飛行できるエアプレーンになる。
ゲーム設定上の正式名称は「SIGN DUCK 10-B」。
波動銃
『バラデューク』『爆突機銃艇』に登場。プレイヤーの分身となる辺境警備隊トビ・マスヨの使用する銃。強力なエネルギー弾を発射するが反動も凄まじい個人用携行兵器。
爆突機銃艇
『爆突機銃艇』で登場。プレイヤーの自機強化パーツとして出現する。オクティ族殲滅のためにパケット族が開発した兵器。拳銃を象った乗り込み式の大型射撃兵器で、空間騎兵用とパケット族用の2種類がある。
UGSFアーマー
『しんぐんデストロ〜イ！』で登場。ナビキャラのR.U.T.Y.のバトルスーツとして登場する。型番はJA−49−Daβ。携行兵器はギャラガ・ファイターに搭載してあるハイプレッシャー・パーテイクルキャノンを装備。
ファイティング・レイ
『ネビュラスレイ』で登場する自機。大気圏内も使用可能な戦闘航宙機。ファイター・スタイルと予想されるがまだ公式に分類はされていない。
AEf-7 ブロウニードル
『ギャラガレギオンズ』で登場する自機。外部サブユニット「サテリテ」を装備する次元潜航戦闘航宙機。他のギャラガシリーズの自機と同様、ファイター・スタイルと予想されるがまだ公式に分類はされていない。

## UGSFと友好的な勢力
パケット族
宇宙辺境に住む種族。丸っこい黄色の体に1つ目という宇宙人。長老を頂点とした部族を構成している。平和的な種族ではあるが『爆突機銃艇』では主人公と戦う姿も見られる。
『バラデューク』『爆突機銃艇』に登場。

## UGSFと敵対する勢力
ギャラガ種族
宇宙空間を自由に飛び回る昆虫種族。船と同等のサイズで、蟻や蜂のような社会性を持ち、「宇宙昆虫軍団」とも呼ばれる。獰猛で人類圏を幾度もおびやかし、UGSFにとって宿敵ともいえる存在。
『ギャラガ』『ギャラガ'88』『ギャプラス』『スターイクシオン』に登場。また『ギャラクシアン』の敵「エイリアン」も、スターイクシオンにおいてギャラガ種族とされた。
UIMS (ウイムズ)
Unknown Intellectual Mechanized Speciesの略で、機械生命体からなる侵略軍団。兵器自体が意思を持っており、「生きた兵器」と呼ばれる。自ら進化を遂げ、小型戦闘機から宇宙戦艦、惑星破壊兵器、かまぼこのような練り物まで様々なユニットが存在。進化系統が異なるいくつかの群があり、発見された3つの群はそれぞれ「UIMS」、「UIMS δ」、「UIMS Ω」と呼ばれる。
『ギャラクシアン3』『スターイクシオン』『みずいろブラッド』『スターブレード・オペレーションブループラネット』に登場。『スターブレード』に登場した敵「帝国」もUGSF公式ページではUIMSであると公表されている。
バッツーラ
自分たちのいる異次元からゲートとしての機能を持つ「暗黒惑星」を用いて次元を超えて侵攻してきた生命体。銀河の中心でビッグバンを試みた。
『スターラスター』『スターイクシオン』に登場。
ボスコニアン
宇宙海賊。人類の女性と似た姿をしている。ステルス技術に優れ、彼らの機体は接近しないとレーダーで捕捉することができない。
『ボスコニアン』『ブラストオフ』『ファイナルブラスター』『スターイクシオン』に登場。
サディーン
人類と似た高度文明を持つ種族。外見も人類と似ている。
『スターイクシオン』に登場。
オクティ族
要塞「バラデューク」に棲む邪悪な種族。
『バラデューク』『爆突機銃艇』に登場。
ゾルギア
宇宙生命体。個体の大きさにばらつきがあり、大型のゾルギアは自己防衛戦力として体内に大量の寄生生命体を内包している。
『ギャラクシアン3 アタック・オブ・ゾルギア』『スターイクシオン』『バウンティ ハウンズ』に登場。
元々はNew Space Orderの神聖宗教国が太古に作り出した物であるとゲーム内のユニット説明文に明記されていた。
ゼビウス軍
6基のESPコンピューター「ガンプ・レプリカ」が他種族をESPで洗脳して組織させた軍隊。
　『Shadow Labyrinth』に登場。元々はUGSFシリーズとは一切繋がりがなかった『ゼビウス』シリーズに登場した軍隊だった。

## ファン活動
『ギャラクシアン³』の6人版がゲームセンターに設置され始めた1993年頃から、同人活動を主体としたファン活動が活発化。インターネットの普及がされていない当時のパソコン通信を介して強力なコミュニティが自然発生。
同時期、コミックマーケットにおいて、3〜4サークルほどが積極的なファン活動を展開し、28人版が設置されていた東京世田谷のナムコ・ワンダーエッグにはファンサークルUGSF広報局主催のオフラインイベントが開催され、開園から閉園まで『ギャラクシアン³』の全ての出発回に乗り込み、終日作戦成功を目論むなどの集まりが度々決行された。最盛期には200人前後が集結し、一部一般客などから苦情があったなどとも囁かれる。UGSF広報局を中心として全国にある『ギャラクシアン³』設置店リストが作成更新されプレイヤーの遠征と稼働確認が行われていた。最終版は2008年当時のものでUGSF広報局から委託された個人が管理していた。
ナムコ・ワンダーエッグはその後期間限定営業のため閉園となっている。UGSF-WESTでは、筐体の保存を目的としてアーケードゲーム博物館を設立し、シアター6筐体の保存運用を行い、不定期に一般開放している。
シリーズ関連の製作が新規で発表されていない現在では規模も縮小しているものの、未だ根強いファンによって活動が行われている。
2018年現在、namcoイオンタウン郡山店の店長がUGSF郡山支部を宣言しており、ツイッターでUGSF活動を時折告知、UGSF関連作品での営業を行っている。

## ファンサークル
上記ファン活動や二次創作活動を行っていた主なサークルは以下の通り
- ランニングマン - 現在確認されている最初のUGSF系同人サークルで、代表者がシアター6設置店の従業員だったため1994年のコミックマーケット46頃から活動開始（現在は活動停止）。
- UGSF広報局 - ワンダーエッグにおける絶対地球防衛作戦などのオフラインイベントを実施した同人誌サークル、最盛期には作戦決行に200人以上をワンダーエッグに集結させた。1994年冬のコミックマーケット47頃にサークル活動を開始（現在は解散）。
- UGSF WEST - グッズ製作や筐体や資料と同人誌の収集・保存を行い現在も活動している長寿サークル。アーケードゲーム博物館の運営とシアター6の筐体保存、運営を行い、2016年現在もコミックマーケットに参加活動をしている。
- UGSF成田空港業務部 - グッズ製作やUGSF専門用語辞典を執筆した同人誌サークル、1996年冬のコミックマーケット51頃より活動開始、スターブレードOBPの取材活動を行い動画撮影とレポート同人誌を発行した。現在は殆ど活動していないが、ニコニコ動画とYoutubeに無断転載された動画の権利者削除を申し立て権利者削除に2019年10月頃成功している。2019年現在、めいどいん東京の傘下にある。
- ニヤリ部隊 - オリジナルユニフォームジャンパーとユニフォームキャップを製作（身内用）している同人誌サークル、主に『ギャラクシアン3』の二次創作SSを製作、頒布（現在は自然解散）。
- UGSF.ORG - NSOを中心にコミケで同人誌の発行やUGSF設定の考証などを行っているサークルで3DCGがメイン。 UGSFをテーマにした自主製作アニメーションを複数発表している。
- おけやん地球を救う会 - 埼玉を拠点に津田沼、ワンダーエッグなどで出撃していた同人誌サークル（現在は活動停止）。
- RED5 - きりしまいずる/じぐらっと（『ゲーメスト』誌で活躍していたイラストレーター）の同人誌サークルで、公式設定のはるか以前より『バーニングフォース』をUGSFに関連付けした同人誌を発行、凝ったメカデザインを描き上げていた（代表者が1996年11月26日にバイクにより事故死したため翌月のコミケに追悼本を発行して活動停止）。
- 風見鶏 - UGSF二次創作コミックと用語辞典を発行した同人誌サークル（現在は活動停止）。
- たまがわスペースキャンプ - ナムコワンダーエッグを拠点として活動していた同人誌サークルで、千葉県市川市の大慶園に設置していたシアター6廃棄から引き取り、蒲田のコスモに移転させている（現在は自然解散）。
- 中部0088部隊 - 出撃を主な活動としていたサークルでパソコン通信Nifty-Serveのパティオでコミュニティを形成していた（現在は自然解散）。
- 大阪06部隊 - 出撃を主な活動としていたサークル（現在は自然解散）。
- 信州0077部隊 - 出撃を主な活動としていたサークル（現在は自然解散）。
- 新潟01032部隊 - UGSFロゴやUGSFフォントを制作しているサークル。UGSF世界観をベースにしたTRPGを作成中？
- U.G.S.F.UNIVERSE. - U.G.S.F.Magazineを発行して現在も活動するファンサークル。
- Ether Valkyrie - UGSFメカイラスト同人誌を発行している（2016年C91現在）。

ほとんどのサークルは2001年に発表された『スターブレード・オペレーションブループラネット』をほぼ最終作品として2003年までに活動停止、解散をしており、現在に至って同人活動を行なっているサークルはUGSF-WEST、U.G.S.F.UNIVERSE.とEther Valkyrieのみ。筐体保存と資料保存を行なっているUGSF-WESTなどが活動を不定期に行なっている。初期の同人サークルは1993〜1994年頃に発生し約10年ほどの間にコミュニティ形成により活動サークルが増えた。ゲームセンターノートなどからの情報共有や大会告知情報が地域ごとにパソコン通信を介して共有されるようになり遠征や、開発展示会（プリッズサンペデック店で開催されたゾルギア開発展示会）、公式情報や広報誌（『NG』、『ノワーズ』）の情報を基にした同人誌制作や二次創作活動が行われた（特に『NG』には基板仕様など詳細情報が掲載されており貴重な資料となった）。